# Saint-Just-près-Brioude
Saint-Just-près-Brioude é uma comuna francesa na região administrativa de Auvérnia-Ródano-Alpes, no departamento de Alto Loire. Estende-se por uma área de 49,25 km². Em 2010 a comuna tinha 435 habitantes (densidade: 8,8 hab./km²).